# Куклотерапия
Куклотерапи́я — метод психологической помощи детям, подросткам и их семьям, заключающийся в коррекции их поведения посредством кукольного театра, разработанный детскими психологами И. Я. Медведевой и Т. Л. Шишовой. Данный метод призван помочь в устранении болезненных переживаний у детей, укреплять их психическое здоровье, улучшать социальную адаптацию, развивать самосознание, разрешать конфликты в условиях коллективной творческой деятельности. В соответствии с данным методом  с любимым для ребёнка персонажем разыгрывается в лицах история, связанная с травмирующей его ситуацией. 
В куклотерапии применяются разнообразные куклы: от отдельно взятых персонажей до представителей многочисленных видов театральных кукол (куклы-марионетки, штоковые куклы, пальчиковые, варежковые, плоскостные, ростовые и многие другие). 
Куклотерапию разные исследователи относят к различным методам психотерапевтического воздействия: к психодраме (И. Я. Медведева, Т. Л. Шишова), игротерапии (Тащева А., Гриднева С.), арт-терапии (Денисова Г., Лебедева Л.) — либо выделяют её в отдельный метод.

## Виды
Различают индивидуальную и групповую формы куклотерапии. 

## Функции
Выделяют следующие функции куклотерапии:
- коммуникативная — формирование эмоционального контакта детей в коллективе;
- релаксационная — снятие эмоционального перенапряжения;
- воспитательная — психокоррекция проявлений личности в игровых моделях жизненных ситуаций;
- развивающая — развитие психических процессов (памяти, внимания, восприятия и т. д.), моторики;
- обучающая — обогащение информацией об окружающем мире.